# Стоукс, Джарнелл
Джарнелл Д’Маркус Стоукс (англ. Jarnell D'Marcus Stokes; род. 7 января 1994 года, Мемфис, Теннесси, США) — бывший американский профессиональный баскетболист. До прихода в НБА играл за студенческую команду университета Теннесси. На драфте НБА 2014 года был выбран под 35-м номером клубом «Юта Джаз», а позже обменян в «Мемфис Гриззлис».

## Университет Теннессии
Стоукс отыграл три сезона за баскетбольную команду университета Теннесси. За 87 матчей он в среднем за игру набирал 13 очков, делал 9,6 подбора и 1,8 блок-шота. Он покинул университет, имея в своём активе 40 дабл-даблов (4 место в истории университета), 836 подборов (8 место) и 94 блок-шота (14 место). Он также был лидером Юго-Восточной конференции по подборам в нападении в 2013 и 2014 годах.

## Профессиональная карьера
26 июня 2014 года Стоукс был выбран на драфте НБА 2014 года под общим 35 номером клубом «Юта Джаз» и этим же вечером был обменян в «Мемфис Гриззлис». В июле он в составе «Гриззлис» принял участие в Летней лиге НБА, а 18 августа подписал контракт с клубом. 8 ноября 2014 года он был отправлен в фарм-клуб «Айова Энерджи», однако уже на следующий день был отозван в основную команду.
10 ноября 2015 года Стоукс вместе с Бено Удрихом был обменян в «Майами Хит» на Джеймса Эннисом и Марио Чалмерса.
18 февраля 2016 года «Майами» обменял Стоукса вместе с денежной компенсацией в «Нью-Орлеан Пеликанс» на выбор во втором раунде драфта 2018 года. На следующий день он был отчислен из «Нью-Орлеана». 27 февраля он оказался снова в «Су-Фолс Скайфорс».

## Статистика

### Статистика в НБА
| Сезон                                                                                    | Команда | Регулярный сезон | Регулярный сезон | Регулярный сезон | Регулярный сезон | Регулярный сезон | Регулярный сезон | Регулярный сезон | Регулярный сезон | Регулярный сезон | Регулярный сезон | Регулярный сезон | Серия плей-офф | Серия плей-офф | Серия плей-офф | Серия плей-офф | Серия плей-офф | Серия плей-офф | Серия плей-офф | Серия плей-офф | Серия плей-офф | Серия плей-офф | Серия плей-офф |
| Сезон                                                                                    | Команда | GP               | GS               | MPG              | FG%              | 3P%              | FT%              | RPG              | APG              | SPG              | BPG              | PPG              | GP             | GS             | MPG            | FG%            | 3P%            | FT%            | RPG            | APG            | SPG            | BPG            | PPG            |
| ---------------------------------------------------------------------------------------- | ------- | ---------------- | ---------------- | ---------------- | ---------------- | ---------------- | ---------------- | ---------------- | ---------------- | ---------------- | ---------------- | ---------------- | -------------- | -------------- | -------------- | -------------- | -------------- | -------------- | -------------- | -------------- | -------------- | -------------- | -------------- |
| 2014/15                                                                                  | Мемфис  | 19               | 2                | 6,6              | 56,8             | -                | 53,6             | 1,8              | 0,2              | 0,3              | 0,3              | 3,0              | Не участвовал  | Не участвовал  | Не участвовал  | Не участвовал  | Не участвовал  | Не участвовал  | Не участвовал  | Не участвовал  | Не участвовал  | Не участвовал  | Не участвовал  |
| 2015/16                                                                                  | Мемфис  | 2                | 0                | 2,0              | -                | -                | -                | 1,0              | 0,0              | 0,0              | 0,0              | 0,0              | Не участвовал  | Не участвовал  | Не участвовал  | Не участвовал  | Не участвовал  | Не участвовал  | Не участвовал  | Не участвовал  | Не участвовал  | Не участвовал  | Не участвовал  |
| 2015/16                                                                                  | Майами  | 5                | 0                | 2,8              | 60,0             | -                | 50,0             | 0,4              | 0,2              | 0,2              | 0,0              | 1,4              | Не участвовал  | Не участвовал  | Не участвовал  | Не участвовал  | Не участвовал  | Не участвовал  | Не участвовал  | Не участвовал  | Не участвовал  | Не участвовал  | Не участвовал  |
| 2016/17                                                                                  | Денвер  | 2                | 0                | 3,5              | 100,0            | -                | 50,0             | 1,0              | 1,0              | 0,5              | 0,0              | 1,5              | Не участвовал  | Не участвовал  | Не участвовал  | Не участвовал  | Не участвовал  | Не участвовал  | Не участвовал  | Не участвовал  | Не участвовал  | Не участвовал  | Не участвовал  |
|                                                                                          | Всего   | 28               | 2                | 5,4              | 58,1             | -                | 53,1             | 1,4              | 0,3              | 0,3              | 0,2              | 2,4              | Не участвовал  | Не участвовал  | Не участвовал  | Не участвовал  | Не участвовал  | Не участвовал  | Не участвовал  | Не участвовал  | Не участвовал  | Не участвовал  | Не участвовал  |
| Наведите курсор мыши на аббревиатуры в заголовке таблицы, чтобы прочесть их расшифровку. |         |                  |                  |                  |                  |                  |                  |                  |                  |                  |                  |                  |                |                |                |                |                |                |                |                |                |                |                |

### Статистика в Джи-Лиге
| Сезон                                                                                    | Команда          | Регулярный сезон | Регулярный сезон | Регулярный сезон | Регулярный сезон | Регулярный сезон | Регулярный сезон | Регулярный сезон | Регулярный сезон | Регулярный сезон | Регулярный сезон | Регулярный сезон | Серия плей-офф | Серия плей-офф | Серия плей-офф | Серия плей-офф | Серия плей-офф | Серия плей-офф | Серия плей-офф | Серия плей-офф | Серия плей-офф | Серия плей-офф | Серия плей-офф |
| Сезон                                                                                    | Команда          | GP               | GS               | MPG              | FG%              | 3P%              | FT%              | RPG              | APG              | SPG              | BPG              | PPG              | GP             | GS             | MPG            | FG%            | 3P%            | FT%            | RPG            | APG            | SPG            | BPG            | PPG            |
| ---------------------------------------------------------------------------------------- | ---------------- | ---------------- | ---------------- | ---------------- | ---------------- | ---------------- | ---------------- | ---------------- | ---------------- | ---------------- | ---------------- | ---------------- | -------------- | -------------- | -------------- | -------------- | -------------- | -------------- | -------------- | -------------- | -------------- | -------------- | -------------- |
| 2014/15                                                                                  | Айова Энерджи    | 23               | 14               | 32,1             | 61,7             | -                | 69,8             | 11,3             | 1,1              | 0,7              | 0,8              | 15,1             | Не участвовал  | Не участвовал  | Не участвовал  | Не участвовал  | Не участвовал  | Не участвовал  | Не участвовал  | Не участвовал  | Не участвовал  | Не участвовал  | Не участвовал  |
| 2015/16                                                                                  | Су-Фолс Скайфорс | 28               | 28               | 30,7             | 66,5             | 44,4             | 66,7             | 9,3              | 1,1              | 1,1              | 0,7              | 20,6             | 7              | 7              | 29,4           | 72,6           | 33,3           | 71,4           | 8,7            | 2,4            | 0,6            | 0,6            | 21,1           |
| 2018/19                                                                                  | Су-Фолс Скайфорс | 6                | 5                | 27,3             | 60,0             | 16,7             | 70,6             | 9,8              | 2,0              | 1,0              | 1,5              | 15,2             | Не участвовал  | Не участвовал  | Не участвовал  | Не участвовал  | Не участвовал  | Не участвовал  | Не участвовал  | Не участвовал  | Не участвовал  | Не участвовал  | Не участвовал  |
| 2018/19                                                                                  | Мемфис Хастл     | 2                | 1                | 24,6             | 65,5             | 20,0             | 25,0             | 8,0              | 2,5              | 0,0              | 0,5              | 20,0             | Не участвовал  | Не участвовал  | Не участвовал  | Не участвовал  | Не участвовал  | Не участвовал  | Не участвовал  | Не участвовал  | Не участвовал  | Не участвовал  | Не участвовал  |
|                                                                                          | Всего            | 59               | 48               | 30,7             | 64,3             | 30,0             | 67,5             | 10,1             | 1,3              | 0,9              | 0,8              | 17,9             | 7              | 7              | 29,4           | 72,6           | 33,3           | 71,4           | 8,7            | 2,4            | 0,6            | 0,6            | 21,1           |
| Наведите курсор мыши на аббревиатуры в заголовке таблицы, чтобы прочесть их расшифровку. |                  |                  |                  |                  |                  |                  |                  |                  |                  |                  |                  |                  |                |                |                |                |                |                |                |                |                |                |                |

### Статистика в NCAA
| Сезон | Команда  | Conf  | Class | GP | GS | MPG  | FG%  | 3P% | FT%  | RPG  | APG | SPG | BPG | PPG  |
| --- | -------- | ----- | ----- | -- | -- | ---- | ---- | --- | ---- | ---- | --- | --- | --- | ---- |
| 2011/12 | Теннесси | SEC   | FR    | 17 | 14 | 25,6 | 52,9 | 0,0 | 56,9 | 7,4  | 0,7 | 0,9 | 1,4 | 9,6  |
| 2012/13 | Теннесси | SEC   | SO    | 33 | 33 | 28,8 | 52,8 | -   | 56,7 | 9,6  | 1,3 | 0,7 | 1,1 | 12,4 |
| 2013/14 | Теннесси | SEC   | JR    | 37 | 37 | 32,4 | 53,1 | -   | 69,6 | 10,6 | 2,0 | 0,7 | 0,9 | 15,1 |
| Всего | Всего    | Всего | Всего | 87 | 84 | 29,7 | 53,0 | 0,0 | 62,8 | 9,6  | 1,5 | 0,7 | 1,1 | 13,0 |
| Наведите курсор мыши на аббревиатуры в заголовке таблицы, чтобы прочесть их расшифровку Статистика приведена с сайта sports-reference.com |          |       |       |    |    |      |      |     |      |      |     |     |     |      |

### Статистика в других лигах
| Сезон | Команда                 | Лига  | GP | GS | MPG  | FG%  | 3P%  | FT%  | RPG  | APG | SPG | BPG | PFL | TOV | PPG  |
| --- | ----------------------- | ----- | -- | -- | ---- | ---- | ---- | ---- | ---- | --- | --- | --- | --- | --- | ---- |
| 2017/18 | Чжэцзян Голден Буллз    | КБА   | 28 | 0  | 33,5 | 56,7 | 30,8 | 67,4 | 13,9 | 2,8 | 1,1 | 1,0 | 2,8 | 2,6 | 25,0 |
| 2018/19 | Синьцзян Флаинг Тайгерс | КБА   | 22 | 2  | 33,0 | 65,8 | 44,4 | 69,9 | 12,2 | 2,8 | 1,2 | 0,8 | 3,4 | 2,2 | 24,8 |
| 2019/20 | Синьцзян Флаинг Тайгерс | КБА   | 19 | 2  | 30,4 | 58,6 | 33,3 | 77,6 | 11,4 | 2,3 | 1,1 | 1,1 | 3,6 | 2,2 | 22,9 |
| Всего | Всего                   | Всего | 69 | 4  | 32,5 | 59,9 | 36,0 | 70,7 | 12,7 | 2,6 | 1,1 | 1,0 | 3,2 | 2,4 | 24,3 |
| Наведите курсор мыши на аббревиатуры в заголовке таблицы, чтобы прочесть их расшифровку Статистика приведена с сайта basketball.realgm.com |                         |       |    |    |      |      |      |      |      |     |     |     |     |     |      |